# Synegiodes lentiginosaria
Synegiodes lentiginosaria là một loài bướm đêm trong họ Geometridae.